# SS 센트럴 아메리카

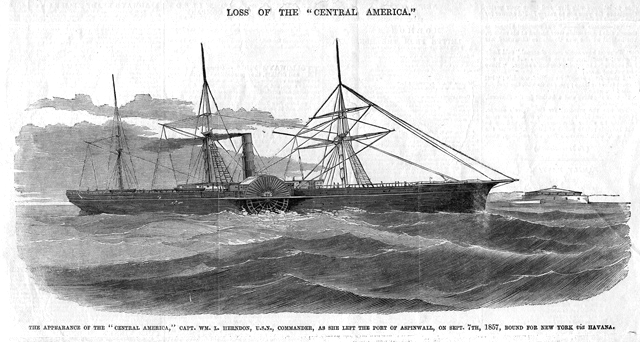
SS 센트럴 아메리카

SS 센트럴 아메리카(SS Central America)는 1850년대 중앙 아메리카와 미국 동부 해안 사이를 운항했던 사이드휠 기선. 그녀는 원래 뉴욕의 조지 로의 이름을 따서 SS 조지 로라고 명명되었다. 그 배는 1857년 9월 허리케인으로 침몰했고, 578명의 승객과 승무원 중 425명과 30,000파운드(13,600kg)의 금이 1857년 공황에 기여했다.